# 814 до н. е.

## Події
- Традиційна дата заснування Карфагену тірською царівною Дідоною.
- Ізраїль потрапив у залежність до Дамаску.